# Broumy
Broumy (německy Braum) jsou obec v okrese Beroun ve Středočeském kraji. Žije zde 982 obyvatel a katastrální území obce zaujímá rozlohu 2858 hektarů. Ve vzdálenosti devět kilometrů severně leží městys Křivoklát, čtrnáct kilometrů jižně město Hořovice, šestnáct kilometrů východně město Beroun, devatenáct kilometrů severozápadně město Rakovník a 28 kilometrů severovýchodně statutární město Kladno.
Katastrálním územím obce Broumy je takřka obklopeno území obce Kublov.

## Historie
První písemná zmínka o obci pochází z roku 1358. Ve středověku vzhledem k blízkosti královských hradů a hlubokým lesům patřily okolní lesy k významným honitbám českých králů. Nejvýznamnější etapou v historii obce bylo období rudolfínské sklárny. Huť byla známa výrobou technického skla pro císařský dvůr Rudolfa II.
V obci Broumy (946 obyvatel, poštovna, četnická stanice, prům. škola, společenstvo živnostníků) byly v roce 1932 evidovány tyto živnosti a obchody: lékař, 2 cihelny, obchod s dřívím, holič, 3 hostince, klempíř, 2 koláři, konsum Včela, 3 kováři, 2 krejčí, lom, 2 mlýny, obchod s obuví Baťa, 2 obuvníci, pekař, 2 obchody s lahvovým pivem, 3 řezníci, sedlář, 3 obchody se smíšeným zbožím, spořitelní a záložní spolek pro Broumy, tesařský mistr, 2 trafiky, 5 truhlářů, velkostatek Správy státních lesů.

## Přírodní poměry
Jihozápadně od vesnice leží přírodní památka Jouglovka.

## Obyvatelstvo
| Rok            | 1869 | 1880 | 1890 | 1900 | 1910 | 1921 | 1930 | 1950 | 1961 | 1970 | 1980 | 1991 | 2001 | 2011 | 2021 |
| -------------- | ---- | ---- | ---- | ---- | ---- | ---- | ---- | ---- | ---- | ---- | ---- | ---- | ---- | ---- | ---- |
| Počet obyvatel | 921  | 841  | 871  | 930  | 946  | 946  | 959  | 819  | 878  | 838  | 816  | 780  | 798  | 860  | 977  |
| Počet domů     | 113  | 117  | 113  | 135  | 145  | 150  | 198  | 227  | 221  | 229  | 216  | 266  | 276  | 317  | 343  |

## Obecní správa

### Územněsprávní začlenění
Dějiny územněsprávního začleňování zahrnují období od roku 1850 do současnosti. V chronologickém přehledu je uvedena územně administrativní příslušnost obce v roce, kdy ke změně došlo:
- 1850 země česká, kraj Praha, politický okres Rakovník, soudní okres Křivoklát[7]
- 1855 země česká, kraj Praha, soudní okres Křivoklát
- 1868 země česká, politický okres Rakovník, soudní okres Křivoklát
- 1939 země česká, Oberlandrat Kladno, politický okres Rakovník, soudní okres Křivoklát[8]
- 1942 země česká, Oberlandrat Praha, politický okres Rakovník, soudní okres Křivoklát[9]
- 1945 země česká, správní okres Rakovník, soudní okres Křivoklát[10]
- 1949 Pražský kraj, okres Hořovice[11]
- 1960 Středočeský kraj, okres Beroun
- 2003 Středočeský kraj, okres Beroun, obec s rozšířenou působností Beroun

### Obecní symboly
Znak a vlajka byly obci uděleny rozhodnutím předsedy Poslanecké sněmovny Parlamentu České republiky dne 15. července 1993.

## Doprava
Dopravní síť
- Pozemní komunikace – Do obce vedou silnice III. třídy.
- Železnice – Železniční trať ani stanice na území obce nejsou. Nejbližší železniční stanicí jsou na regionální trati Roztoky u Křivoklátu ve vzdálenosti cca 10 km, či na hlavní trati Zdice a Praskolesy ve vzdálenosti cca 12 km

Veřejná doprava 2017
- Autobusová doprava – Z obce vedly autobusové linky např. do těchto cílů: Beroun, Branov, Březová, Hořovice, Kublov, Skryje, Žebrák (dopravce PROBO BUS).

## Pamětihodnosti
- Schürerovská sklárna – areál sklárny z počátku sedmnáctého století
- Usedlost čp. 20
- V obci je vybudována pamětní síň věnovaná historii obce.
- Do katastru Broum v okolí Úpořského potoka zasahuje národní přírodní rezervace Týřov.
- Králův dub

## Fotografie

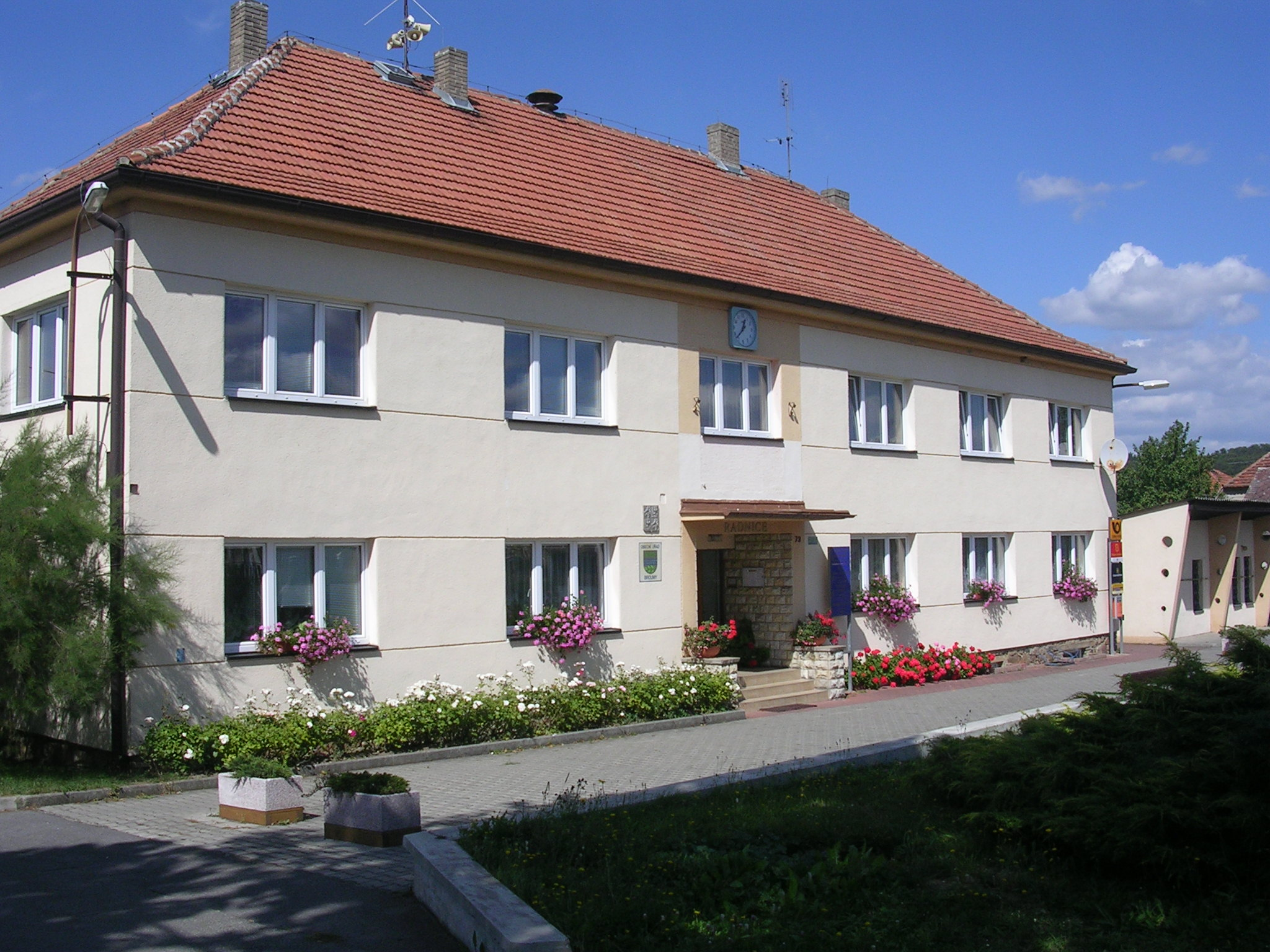
Obecní úřad
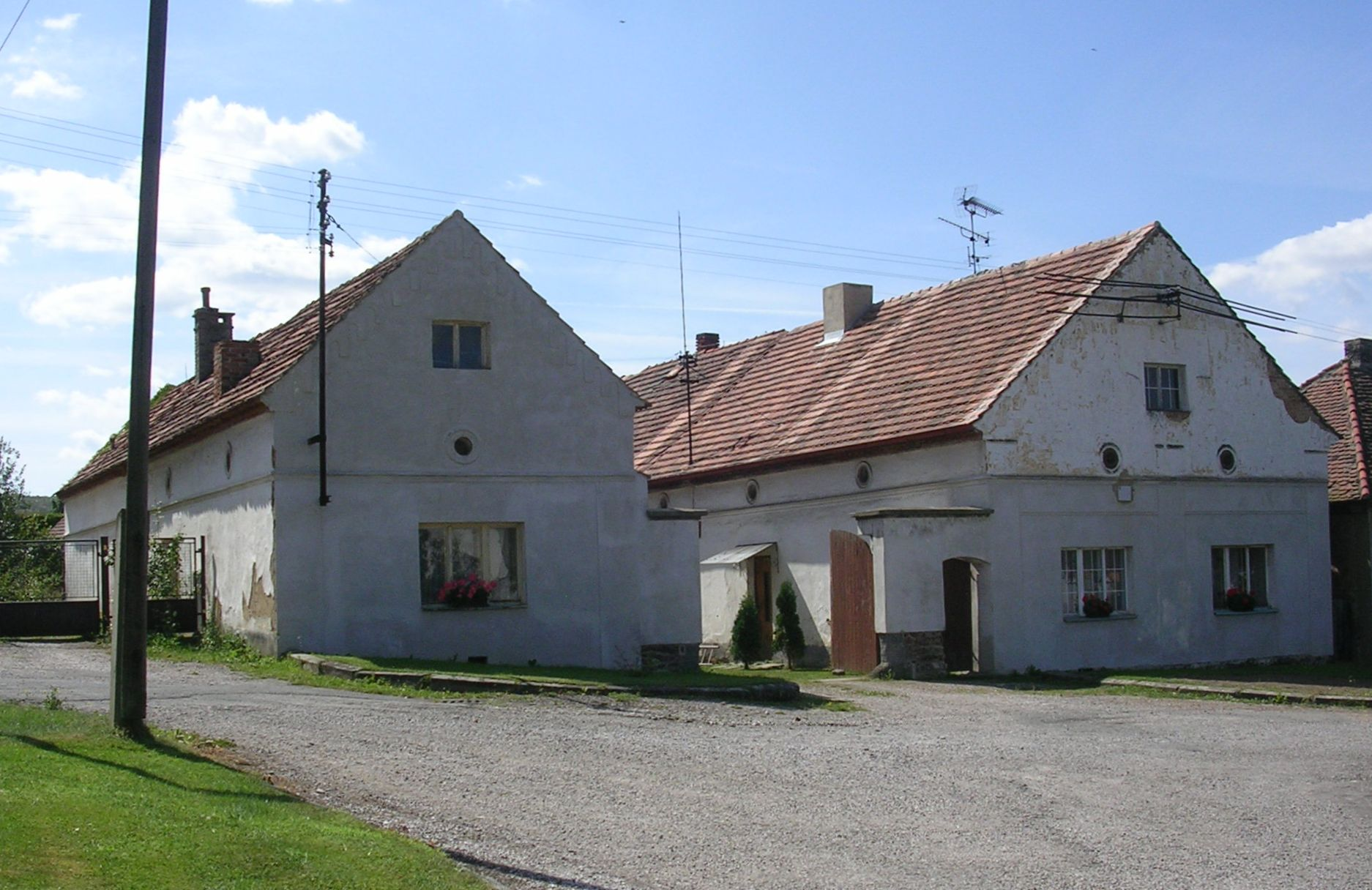
Na Návsi, jižní strana
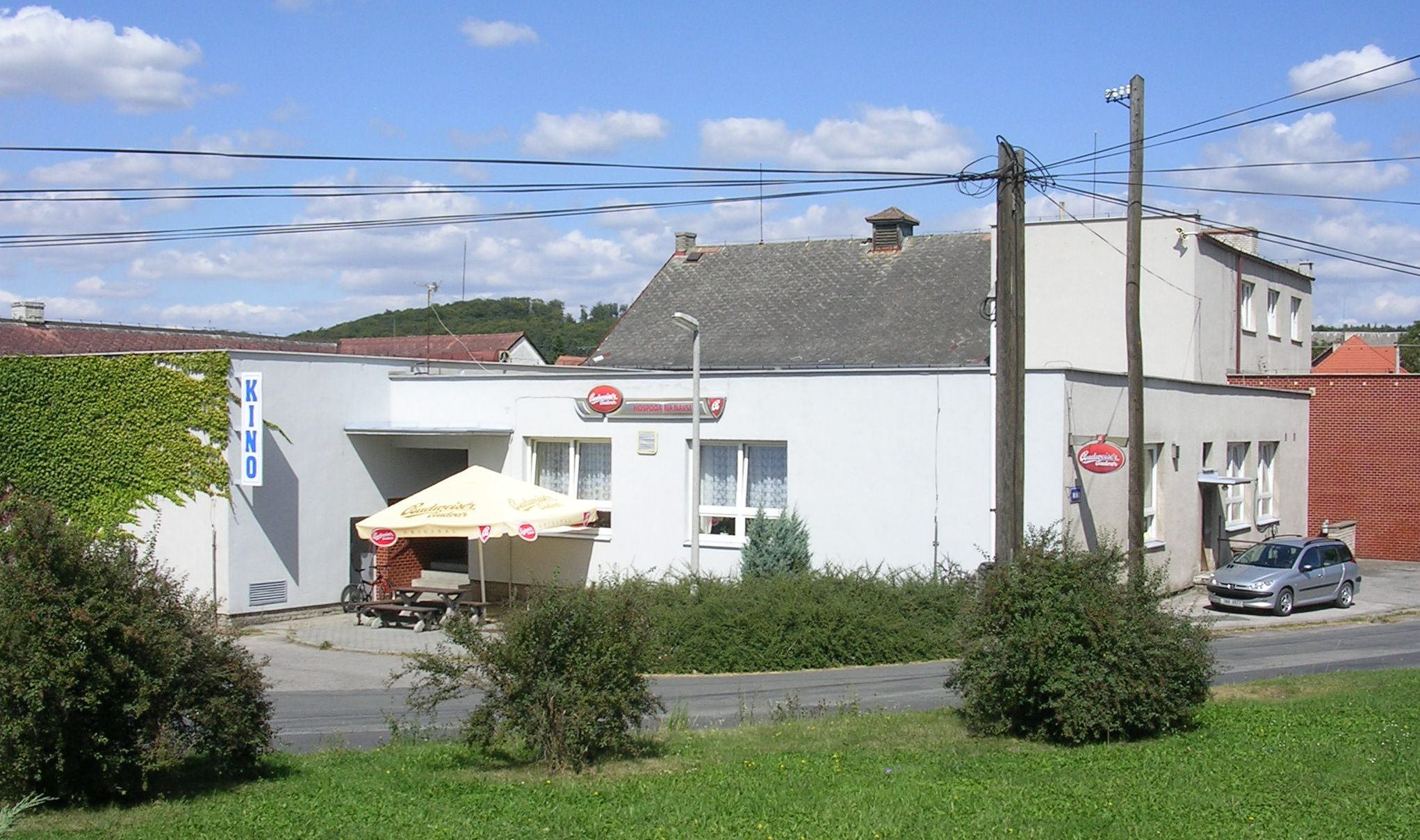
Hostinec Na Návsi, s kinem
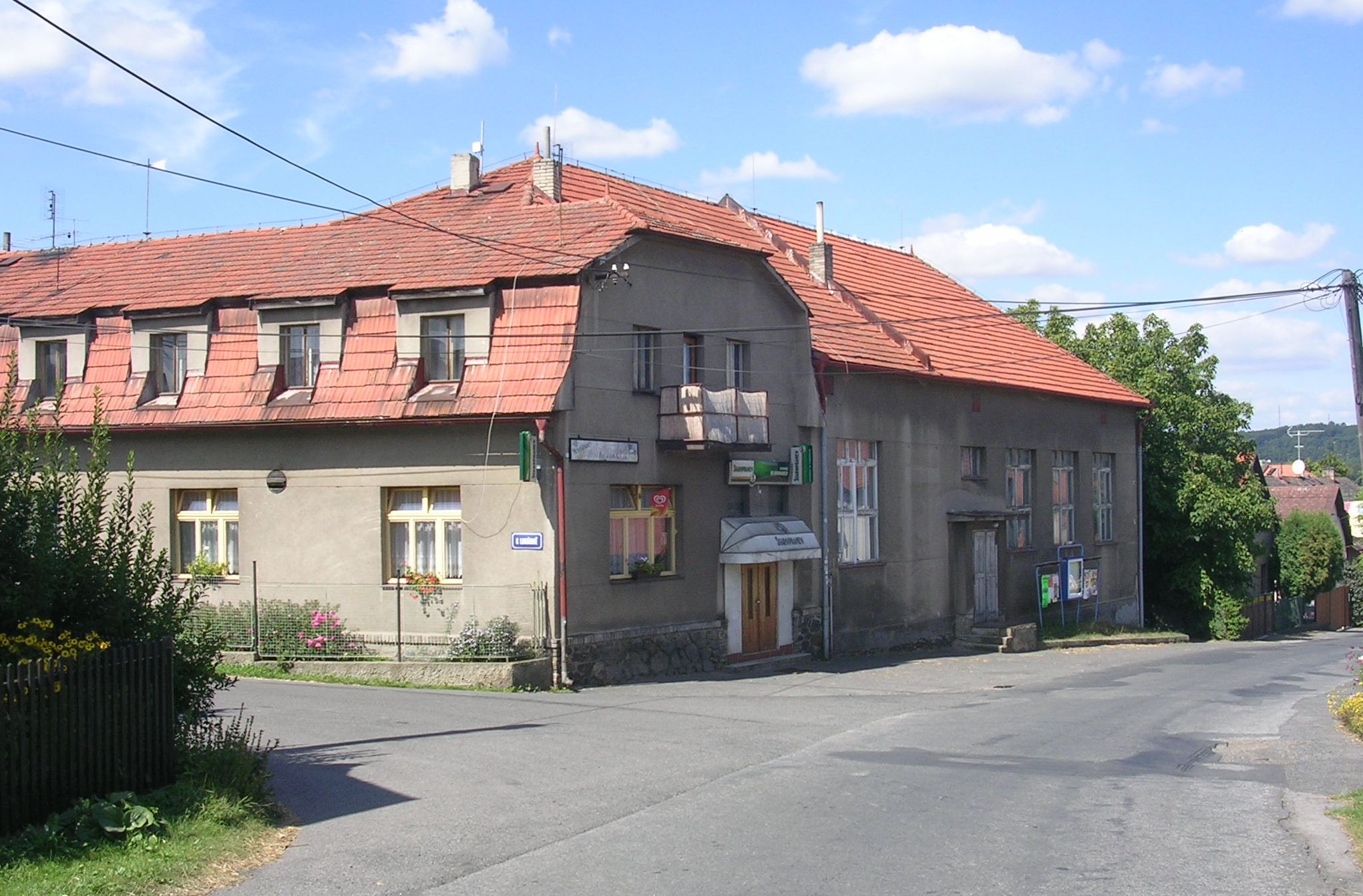
Hostinec Na Vinohradech, se sokolovnou
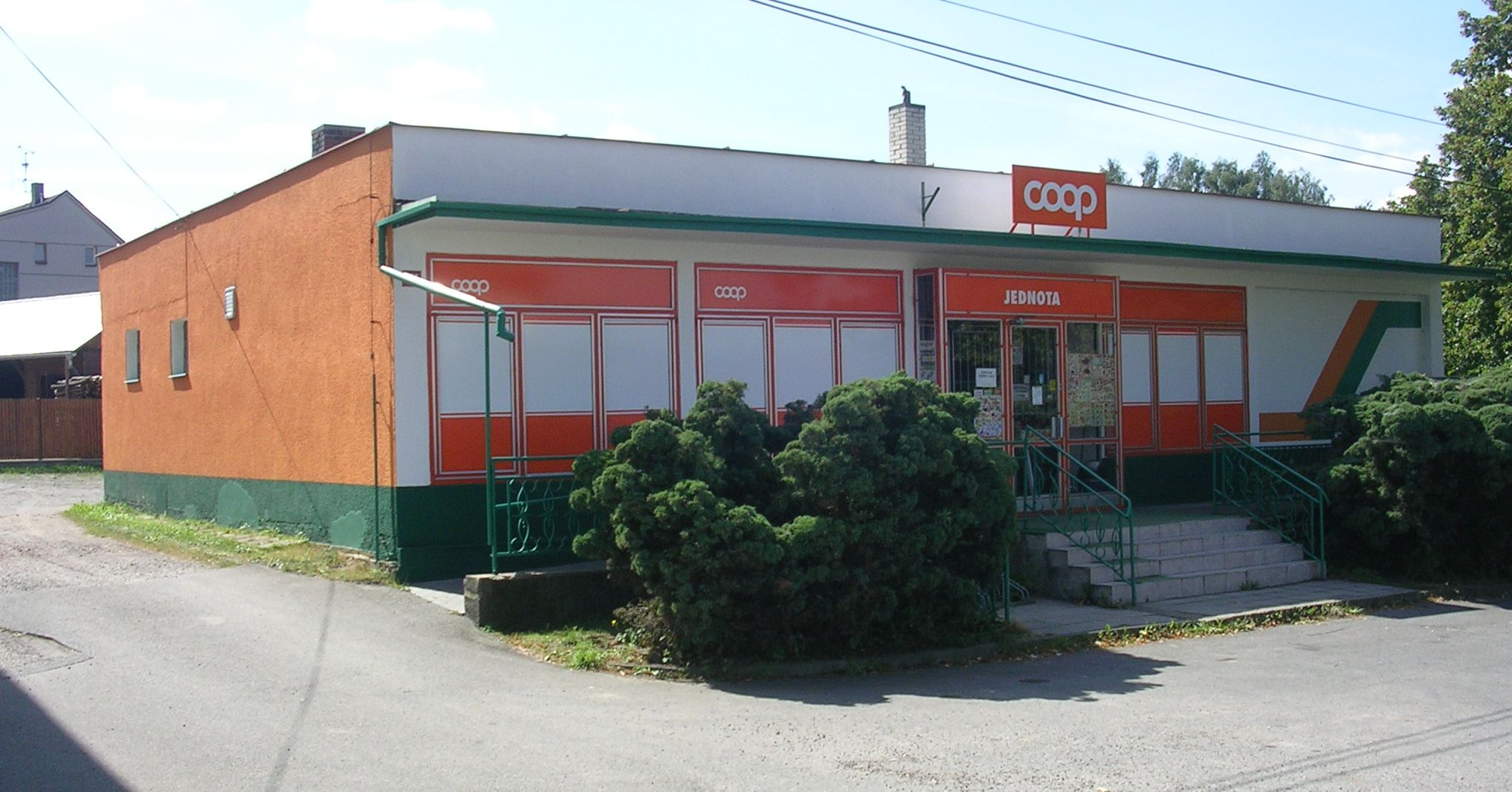
Prodejna Jednota – Coop
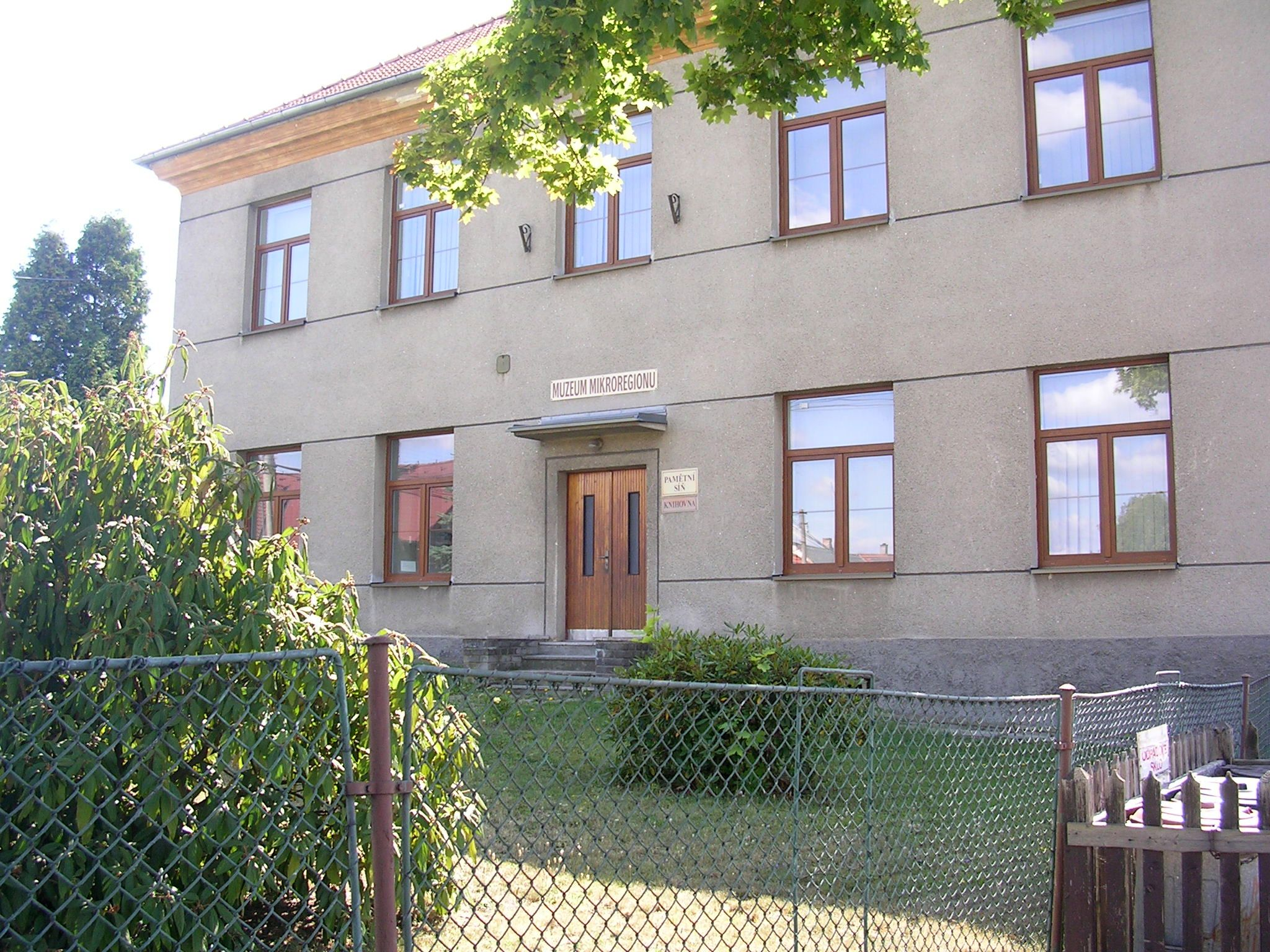
Muzeum mikroregionu
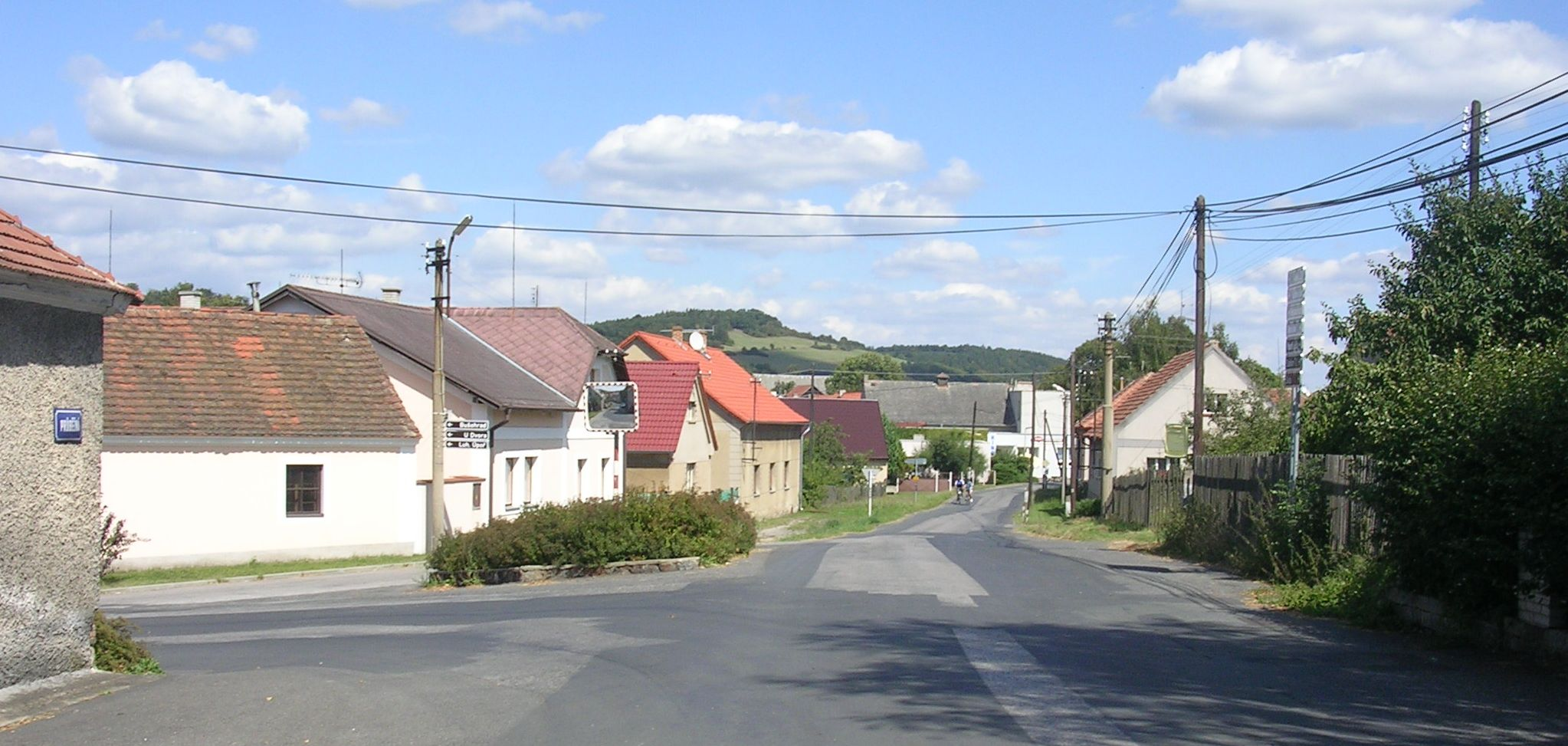
Křižovatka Průběžné a Skryjské ulice
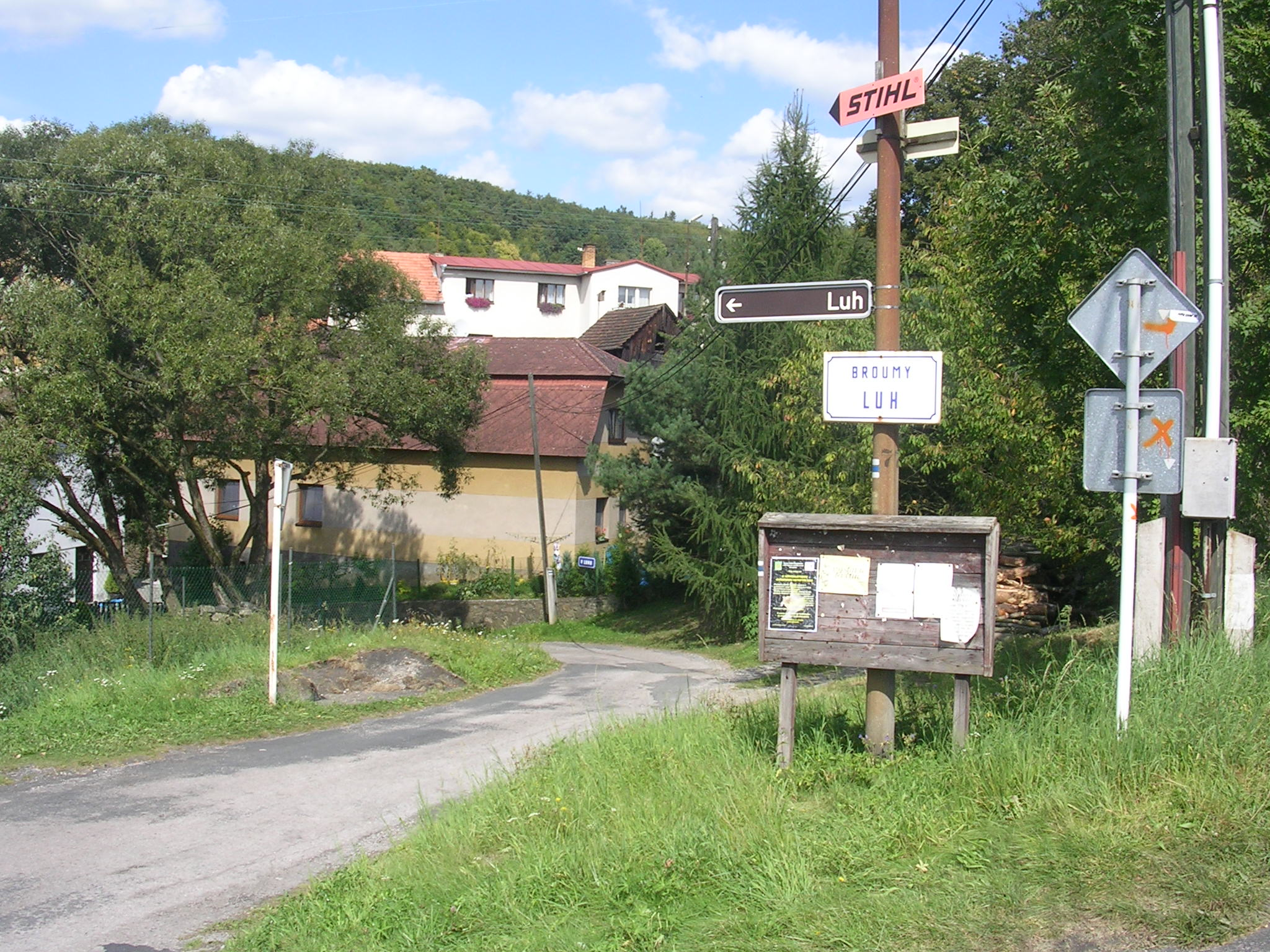
Broumy-Luh
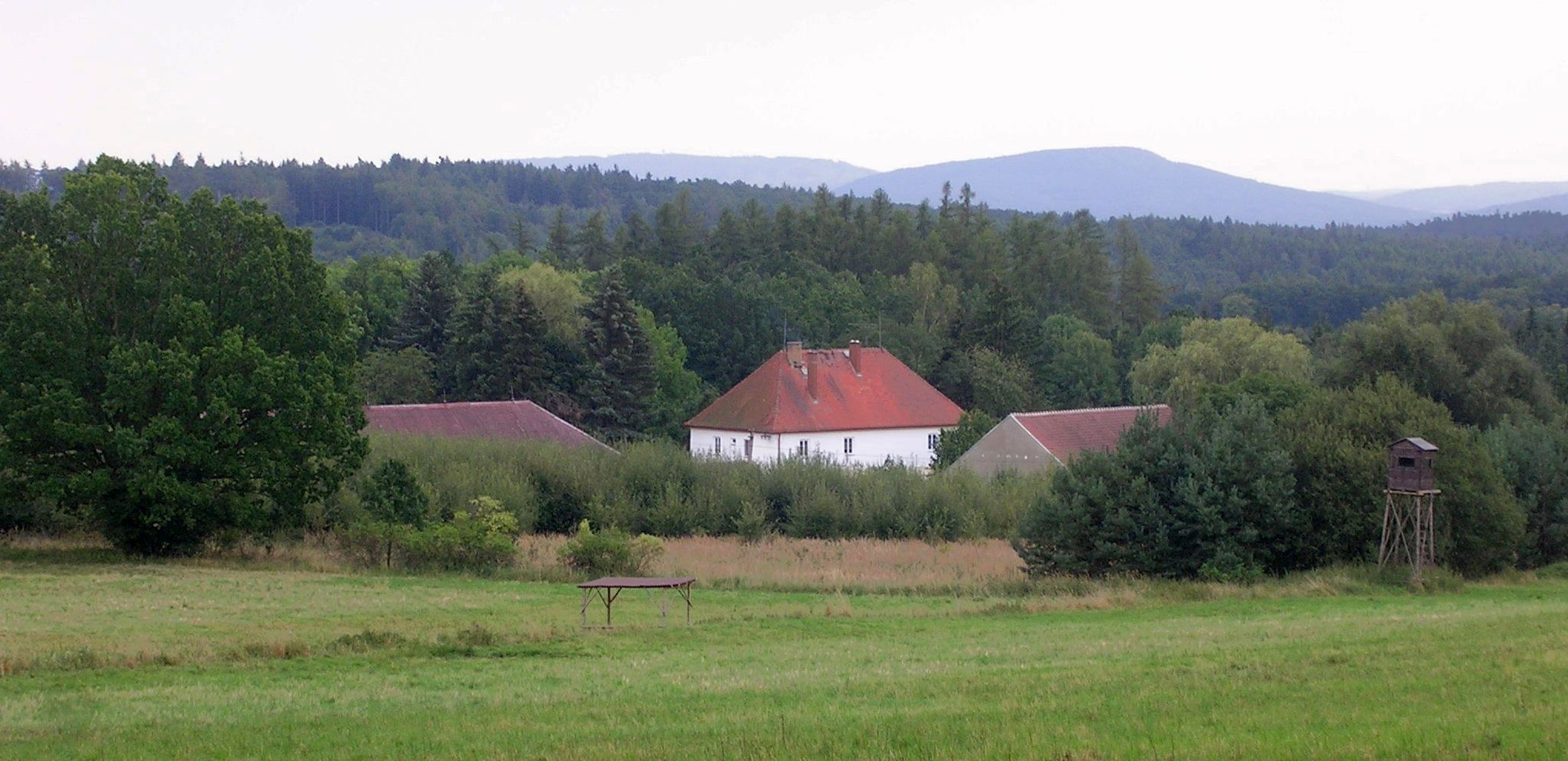
Hájovna Kolna se nachází v lesnaté části katastrálního území Broumy, která obchází obec Kublov